# Lake Johnston n.º 102
Lake Johnston n.º 102 es un municipio rural canadiense situado en la provincia de Saskatchewan.

## Superficie
Lake Johnston n.º 102 tiene una superficie de 64,8 km².

## Demografía
En 2021, tenía 140 habitantes, una densidad poblacional de 0,3 hab./km², y 64 viviendas.